# Adibathla Kailasam
Adibathla Kailasam var en indisk politiker. Han var en av de ursprungliga upprorsledarna i den väpnade konfrontationen i Srikakulam.
Kailasam kom från en godsägarfamilj i Srikakulam, Andhra Pradesh. Han anslöt sig till CPI (M-L) och invaldes i partiets centralkommitté 1970. I juli samma år dödades han av polis.